# Myśliny
Myśliny (ukr. Мислині) – wieś na Ukrainie w rejonie łuckim obwodu wołyńskiego.

## Historia
Pod koniec XIX w. wieś w gminie Skobełka w powiecie włodzimierskim.
Do 2020 w rejonie horochowskim. 